# Teghut (Lorri)
Pour l’article homonyme, voir Teghut.
Teghut (en arménien Թեղուտ) est une communauté rurale du marz de Lorri en Arménie. En 2008, elle compte 755 habitants.
Une mine à capitaux danois a ouvert en 2014. L’ouverture de la mine a ravagé l’environnement et l’agriculture locale. Des centaines d’hectares de forêt ont été abattus. Les eaux usées rejetées par l’usine de transformation ont pollué les cours d’eau avoisinants.